# Crenuchidae
Famille
Crenuchidae forment une famille de poissons d'eau douce appartenant à l'ordre des Characiformes. Cette famille regroupe 12 genres. Les Crenuchidae ou dard de sable d'Amérique du Sud regroupes 12 genres comprennent environ 74 espèces, bien que plusieurs espèces sont non décrites. Ces poissons sont relativement petits (généralement moins de 10 cm (4 po) de longueur standard) et proviennent de l'Est du Panama et de l'Amérique du Sud les deux sous-familles ont déjà été inclus dans la famille Characidae, et ont été placés dans une famille séparée par Buckup, 1998. En 1993 Buckup a révisé tous les genres, sauf les Characidium.

## Liste des genres
Selon FishBase (04 juin 2015):
- Crenuchinae
  - genre Crenuchus
  - genre Poecilocharax

- Characidiinae
  - genre Ammocryptocharax
  - genre Characidium
  - genre Elachocharax
  - genre Geryichthys
  - genre Klausewitzia
  - genre Leptocharacidium
  - genre Melanocharacidium
  - genre Microcharacidium
  - genre Odontocharacidium
  - genre Skiotocharax

## Galerie

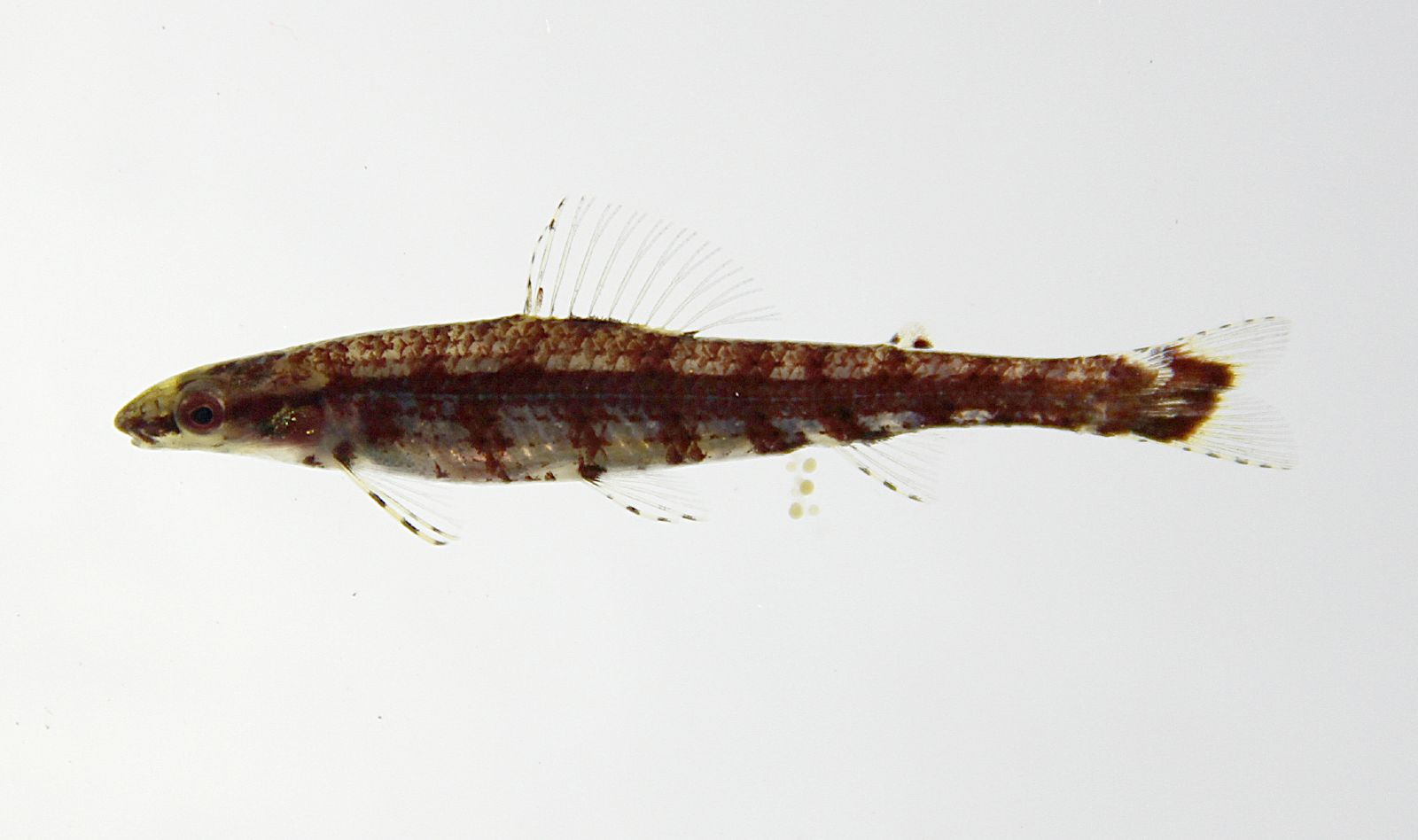
Ammocryptocharax sp
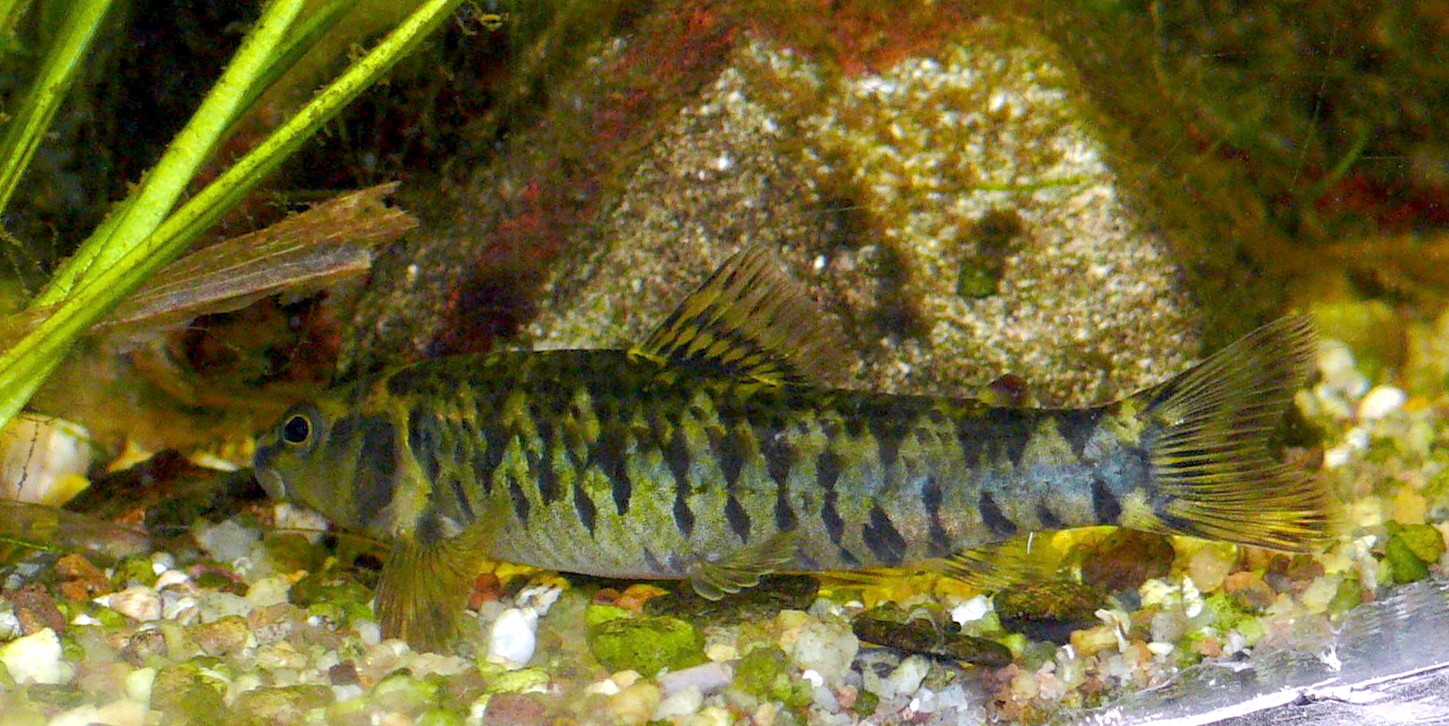
Characidium fasciatum
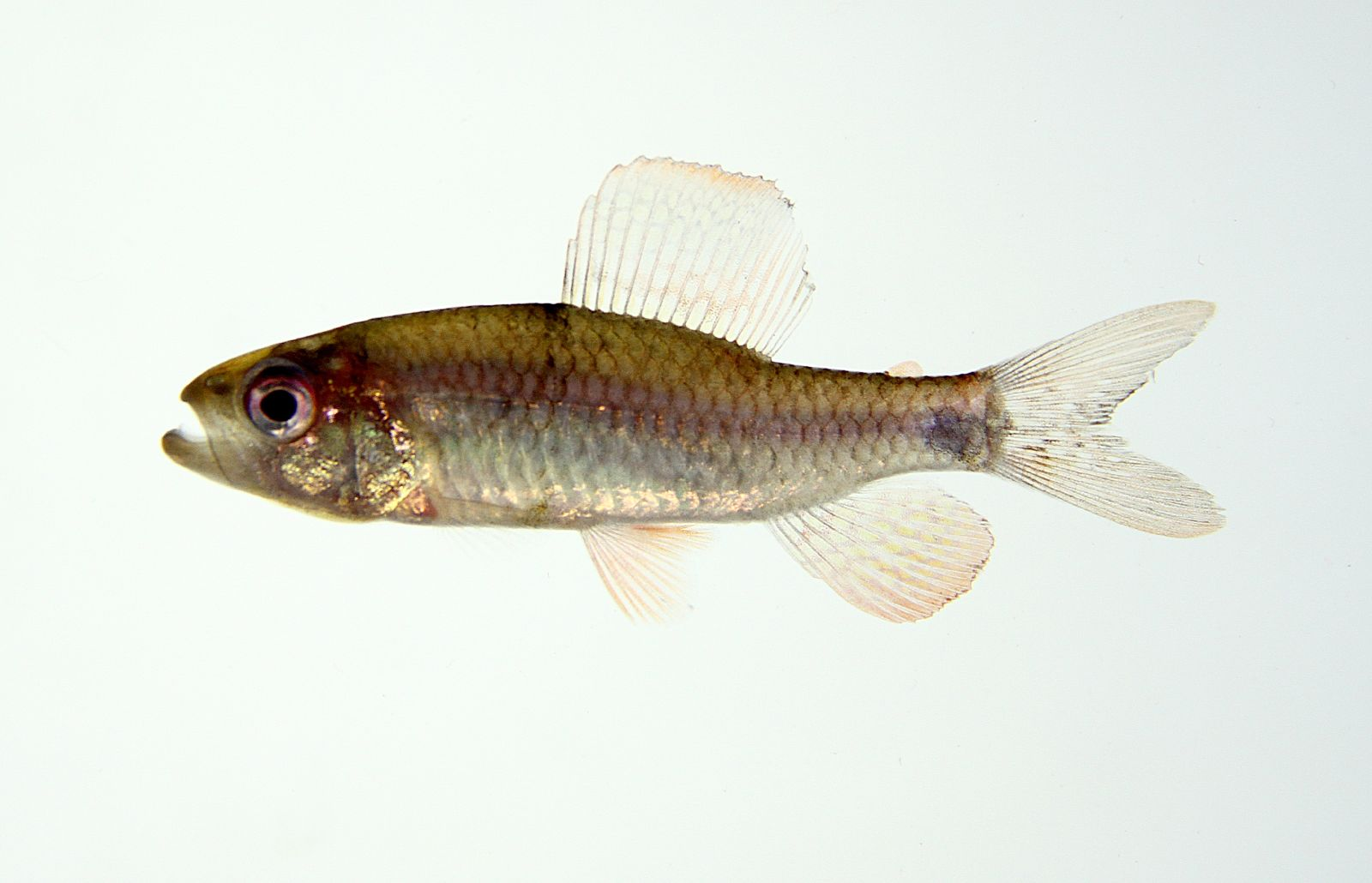
Crenuchus spilurus
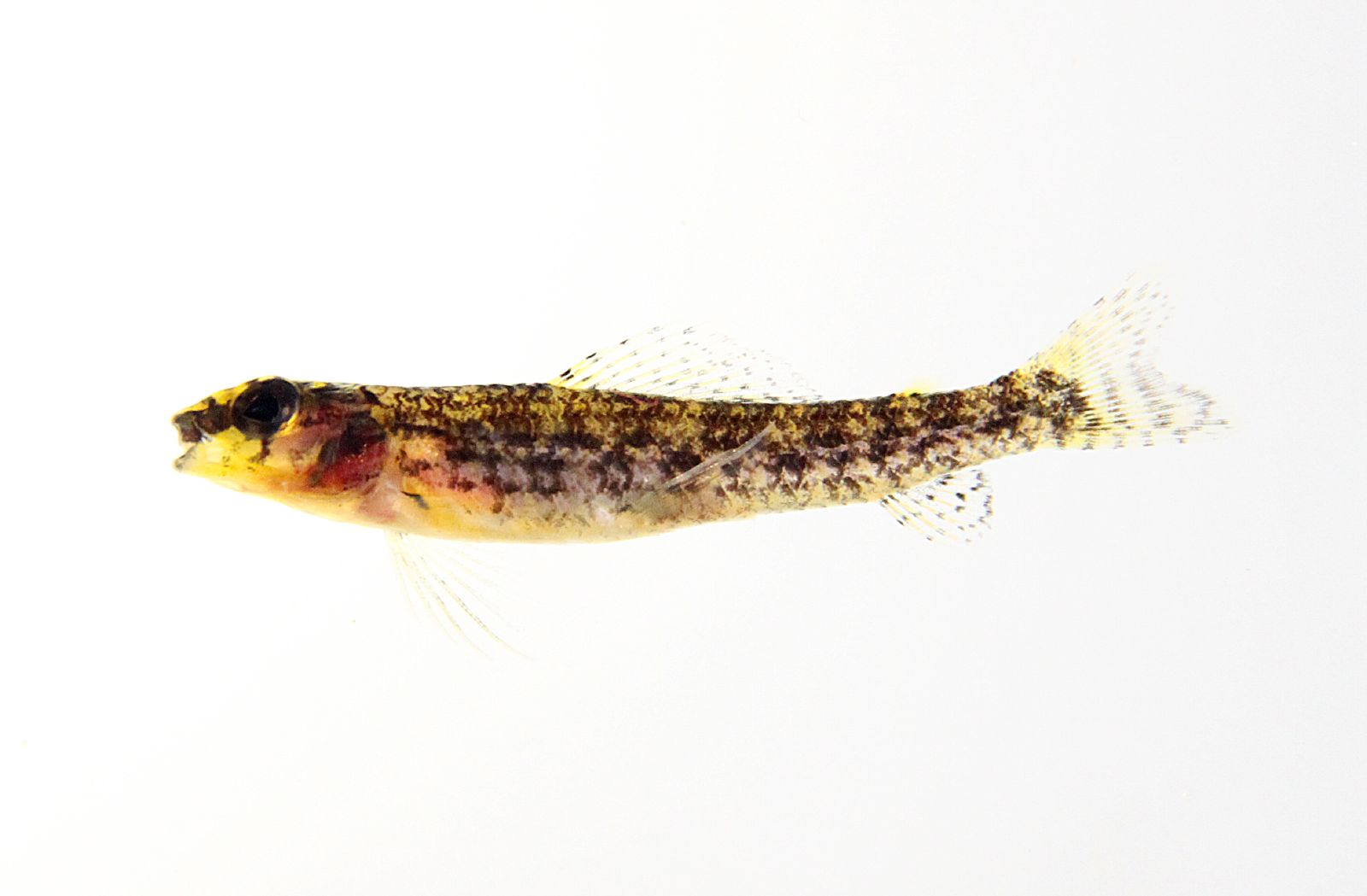
Melanocharacidium sp
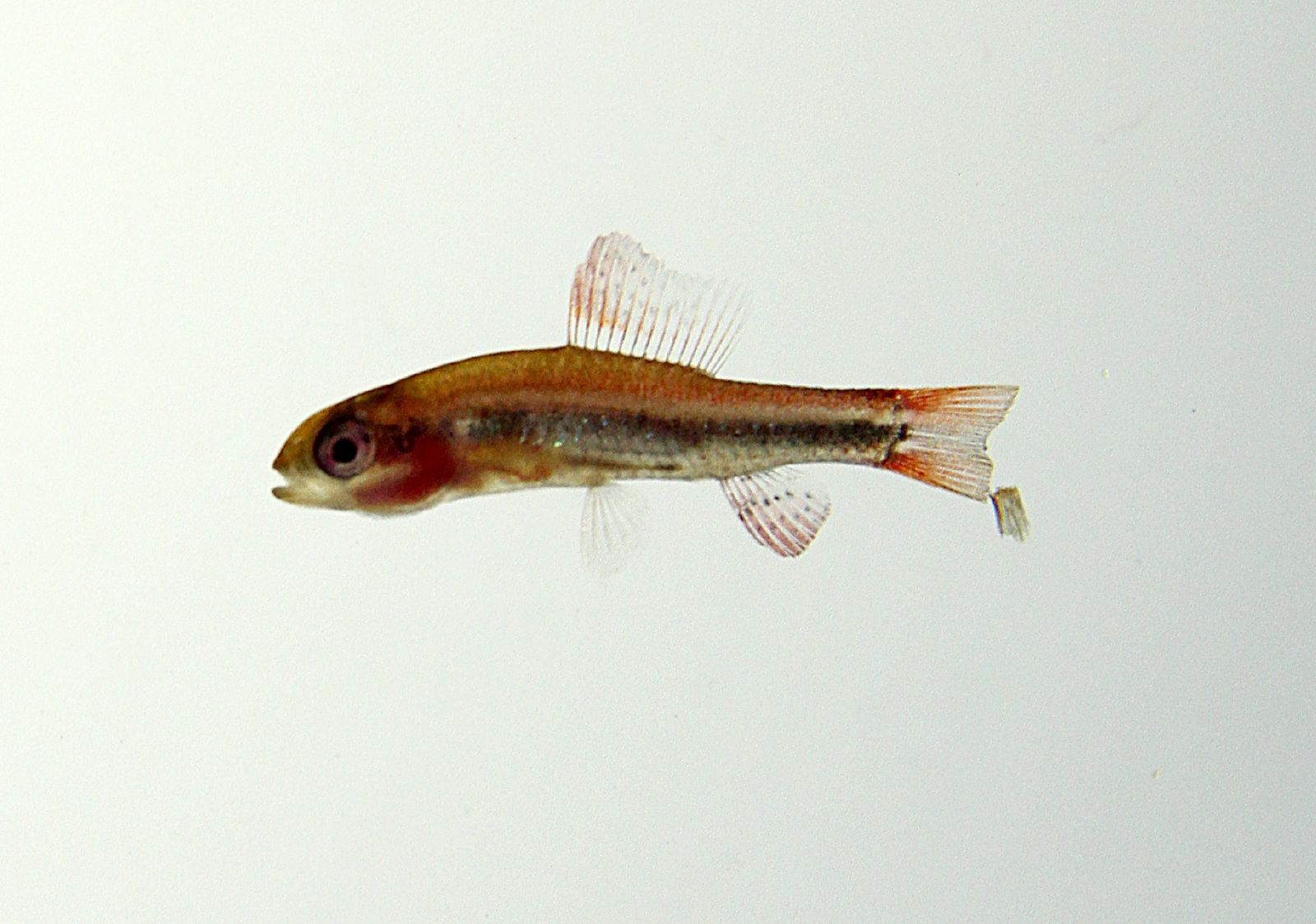
Poeciliocharax weitzmani